# Kashipura, Arkalgud
Kashipura là một làng thuộc tehsil Arkalgud, huyện Hassan, bang Karnataka, Ấn Độ.